# Martin Clunes
Alexander Martin Clunes, OBE (Wimbledon, 28 novembre 1961), è un attore, conduttore televisivo e comico inglese. È meglio conosciuto per aver interpretato Martin Ellingham nella serie drammatica di ITV Doc Martin e Gary Strang in Uomini che si comportano male. Clunes ha narrato una serie di documentari per ITV, il primo dei quali è stato Islands of Britain nel 2009. Da allora ha presentato una serie di documentari incentrati sugli animali. Ha anche doppiato Kipper the Dog nella serie animata Kipper - Il più bel cucciolo del mondo.
Clunes è stato nominato Ufficiale dell'Ordine dell'Impero Britannico (OBE) e ha ricevuto i 2015 Birthday Honors per i servizi al teatro, alla beneficenza e alla comunità nel Dorset.

## Biografia
Figlio di Daphne Acott e dell'attore Alec Clunes che morì per un cancro ai polmoni quando Martin aveva 8 anni. 
Ha iniziato la sua carriera nel 1983 ed è principalmente noto per aver preso parte al celebre e pluripremiato film Shakespeare in Love. È stato sposato due volte: dal 1990 al 1997 con l'attrice Lucy Aston e dal 1997 a oggi con la produttrice Philippa Braithwaite, da cui ha avuto una figlia, Emily (1999). È inoltre cugino dell'attore Jeremy Brett.

## Filmografia

### Cinema
- La casa Russia (regia di Fred Schepisi, 1990)
- Swing Kids - Giovani ribelli (Swing Kids), regia di Thomas Carter (1993)
- Shakespeare in Love (1998)
- L'erba di Grace (2000)

### Televisione
- Doc Martin – serie TV
- Vanity Fair - La fiera delle vanità (Vanity Fair) – miniserie TV, 7 puntate (2018)

## Doppiatori italiani
- Enzo Avolio ne L'erba di Grace, Vanity Fair - La fiera delle vanità
- Massimo Lodolo in Swing Kids - Giovani ribelli
- Massimo Corvo in Shakespeare in Love
- Gianni Giuliano in Doc Martin